# Загороднюк, Андрей Павлович
Андре́й Па́влович Загородню́к (укр. Андрій Павлович Загороднюк; род. 5 декабря 1976, Киев, УССР, СССР) — министр обороны Украины с 29 августа 2019 по 4 марта 2020 года. Украинский предприниматель, с 2014 г. волонтёр, с 2015 года руководитель, затем — член проектного офиса реформ при Министерстве обороны Украины, с июля 2019 года — член наблюдательного совета «Укроборонпрома».

## Биография

### Образование
Получил высшее образование в Киевском национальном университете имени Тараса Шевченко, в университете Уорика и Оксфордском университете. Имеет более 16 лет опыта работы на руководящих должностях в горнодобывающей и производственной отраслях.

### Карьера
С 2006 года — генеральный директор ООО «Дискавери — буровое оборудование (Украина)».
В 2015 году он возглавил проектный офис реформ при Министерстве обороны Украины и занимал этот пост до 2017 года.
С 26 июня 2018 года является членом Проектного офиса реформ Министерства обороны Украины.
С 9 июля по 29 августа 2019 года был членом Наблюдательного Совета Укроборонпрома.
5 июля 2019 года Президент Владимир Зеленский назначил Загороднюка своим советником (вне штата).
С 29 августа 2019 до 4 марта 2020 года исполнял обязанности Министра обороны Украины.
Член СНБО с 6 сентября 2019 до 13 марта 2020 года.

## Личная жизнь
Женат. Имеет сына.